# Ted Lindsay

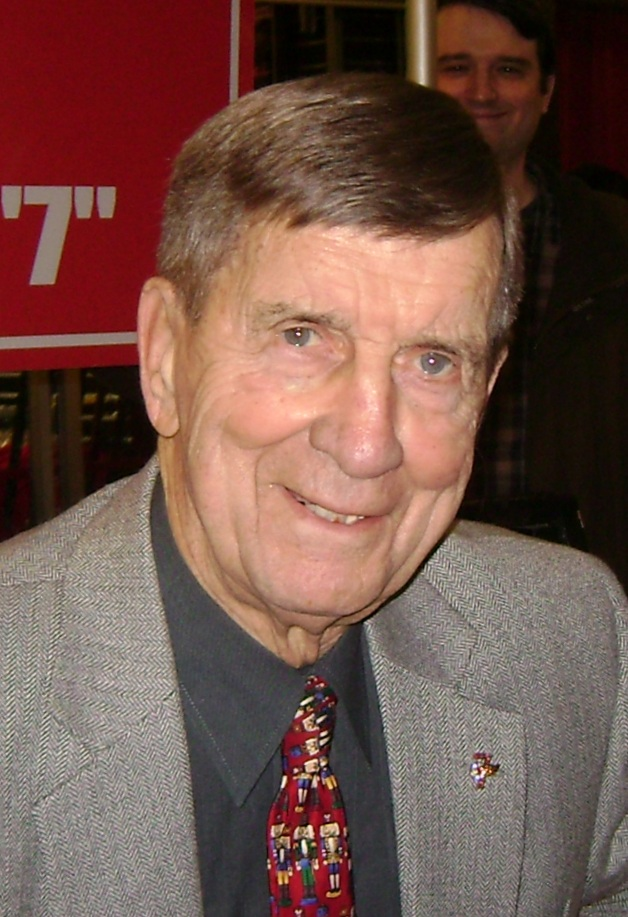

Blake Theodore Lindsay (Renfrew, 29 juli 1925 – Oakland (Michigan), 4 maart 2019) was een professionele ijshockey-speler.
Lindsay was een forward voor de Detroit Red Wings en de Chicago Blackhawks in de National Hockey League (NHL). Hij scoorde meer dan 800 punten in zijn Hockey Hall of Fame carrière. hij won de Art Ross Trophy in 1950 en won de Stanley Cup vier keer.
- International Standard Name Identifier: 0000 0003 8594 5371
- Library of Congress Control Number: n2009031594
- Virtual International Authority File: 88406746
- WorldCat: E39PBJh4qX46f8ybh7TqWBwgrq